# Morón de Almazán
Morón de Almazán ist ein Ort und eine kleine Berggemeinde mit nur 202 Einwohnern (Stand: 2024) im Südosten der spanischen Provinz Soria in der Autonomen Gemeinschaft Kastilien-León. Zur Gemeinde gehört auch das fünf Kilometer entfernte und nur noch acht Einwohner zählende Dorf Señuela.

## Lage
Der Ort Morón de Almazán liegt in der Berglandschaft im Südosten der Provinz Soria in einer Höhe von ca. 1000 Metern ü. d. M. Die Entfernung zur Provinzhauptstadt Soria beträgt knapp 50 Kilometer (Fahrtstrecke) in nördlicher Richtung.

## Bevölkerungsentwicklung
| Jahr      | 1960 | 1970 | 1981 | 1991 | 2001 | 2012 |
| Einwohner | 917  | 618  | 444  | 262  | 264  | 228  |

In der ersten Hälfte des 20. Jahrhunderts lag die Zahl der Einwohner konstant bei etwa 1.100. Die zunehmende Mechanisierung der Landwirtschaft und der daraus resultierende Verlust an Arbeitsplätzen haben in hohem Maße zu dem deutlichen Bevölkerungsrückgang der letzten Jahrzehnte beigetragen.

## Wirtschaft
Der Ort diente jahrhundertelang als wichtiges Handels-, Handwerks- und Dienstleistungszentrum für die landwirtschaftlich geprägten Dörfer und Einzelgehöfte der Umgebung. Er war überdies eine wichtige Station im System der Handels- und Viehwege (Cabaña Real de Carreteros) im Norden Spaniens. Heute spielt der Tourismus in Form der Vermietung von Ferienwohnungen (casas rurales) eine nicht unbedeutende Rolle für die Einnahmen des Ortes.

## Geschichte
Nach der arabisch-maurischen Eroberung entvölkerten sich weite Gebiete im Norden der Iberischen Halbinsel. Trotz der im beginnenden 10. Jahrhundert unter dem kastilischen Grafen Gonzalo Téllez und dann in der zweiten Hälfte des 11. Jahrhunderts unter Alfons VI. vorangetriebenen Rückeroberung (reconquista), die in der Einnahme der etwa 200 Kilometer weiter südlich gelegenen Stadt Toledo (1085) ihren vorläufigen Höhepunkt fand, befand sich der Ort im ausgehenden 11. Jahrhundert noch in den Händen der Mauren und wurde erst im Jahre 1128 von den Truppen Alfons I. zurückerobert. Nach der Wiederbesiedlung durch Christen aus dem Norden erhielt der Ort im Jahr 1304 die Stadtrechte.

## Sehenswürdigkeiten

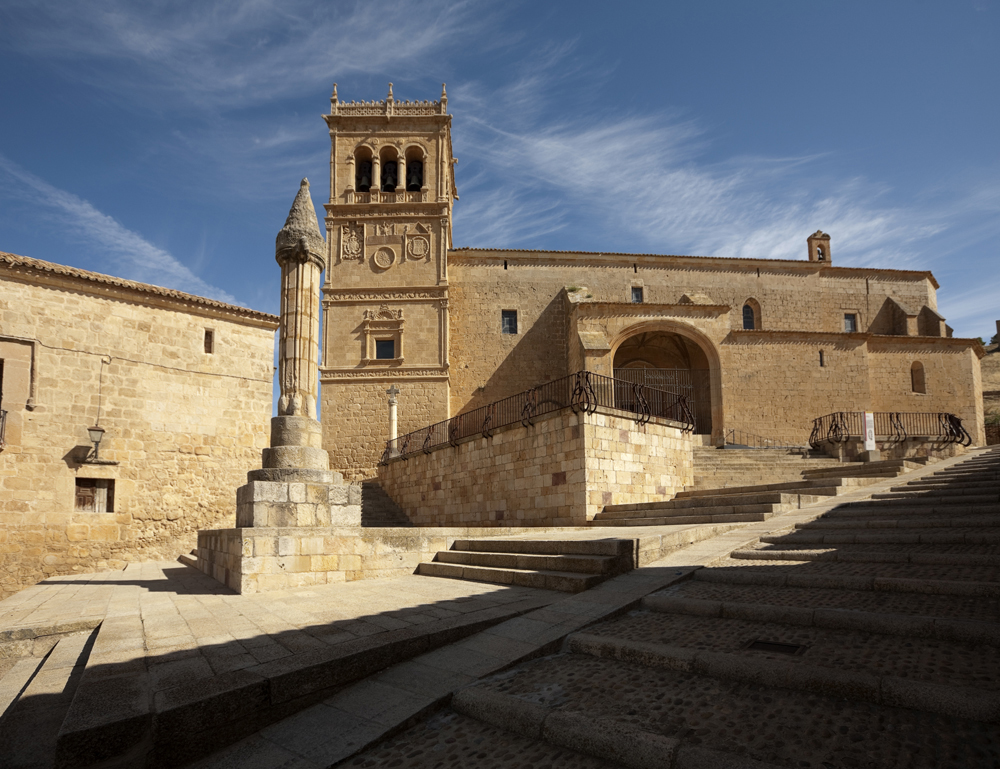
Kirche San Juan Bautista und Gerichtspfeiler (rollo)

Während die meisten Häuser des Ortes neueren Datums oder aber verputzt sind, bildet das unter Denkmalschutz stehende Ortszentrum ein höchst sehenswertes Ensemble:
- Die größtenteils aus Hausteinen errichtete Pfarrkirche San Juan Bautista ist ein einschiffiger Bau im Übergangsstil zwischen Spätgotik und Renaissance. Besondere Beachtung verdienen die drei Obergeschosse des Turmes mit einer Vielzahl von plateresken Stilelementen – darunter zwei umlaufende Friese mit Fabeltieren sowie Wappenschilde etc.; der Turm schließt mit einer umlaufenden Balustrade, die durch Eck- und Mittelfialen unterbrochen wird. Im Innern der Kirche befinden sich ein sehenswertes barockes Altarretabel und eine romanische Marienstatue.
- Auf dem Platz vor der Kirche steht auf einem mehrfach zurückgestuften zunächst quadratischen, später runden Sockel ein Gerichtspfeiler (rollo oder picota) mit einem bekrönenden kegelförmigen Aufsatz indessen unterem Teil mehrere kleine Wappenschilde eingearbeitet sind.
- Der um 1540 entstandene Palacio de los Mendoza befindet sich unmittelbar neben der Kirche. Sein Portal mit einem abgetreppten Giebelfeld darüber zeigt eindeutige Stilelemente der Renaissance. Die beiden Balkone des Obergeschosses werden jeweils von einem rechteckigen alfiz gerahmt. In seinem Innern ist ein regionales Trachtenmuseum (Museo del Traje Popular Soriano) untergebracht.

Señuela
Das zur Gemeinde gehörende, aber knapp fünf Kilometer in südwestlicher Richtung von Morón de Almazán entfernte Dorf Señuela beeindruckt durch seine verfallende Rustikalität. Die Kirche stammt aus dem 16. Jahrhundert. Die örtliche  Schmiede und ein Backhaus wurden restauriert und können auf Anfrage besichtigt werden; die Viehtränke besteht aus mehreren steinernen Einzeltrögen.